# Жемганг (дзонгхаг)

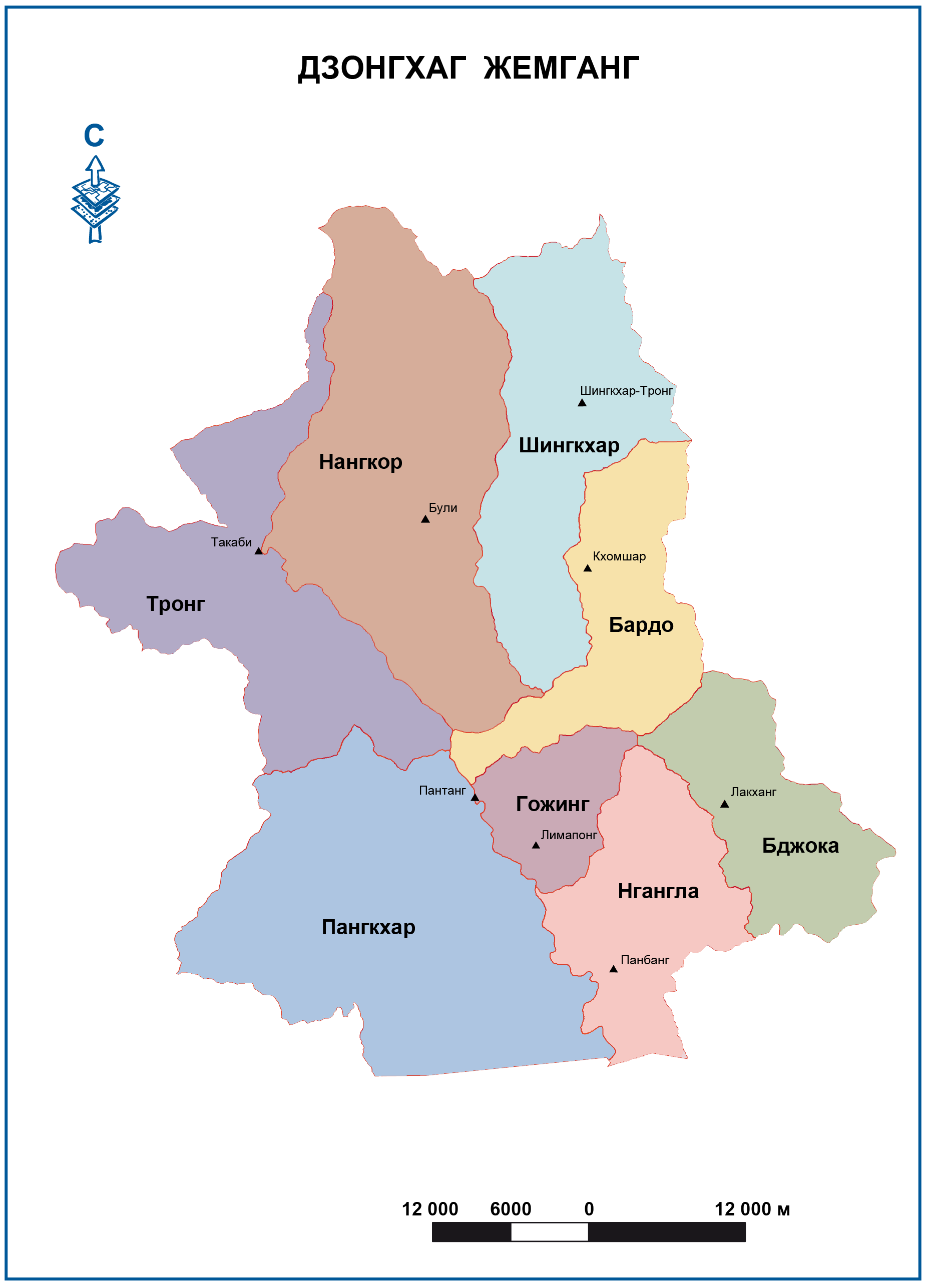
Гевоги дзонгхага Жемганг

Жемганг, ранее Шемганг (дзонг-кэ གཞལམ་སྒང་རྫོང་ཁག་, вайли Gzhams-sgang rdzong-khag) — дзонгхаг в Бутане, относится к южному дзонгдэю. Административный центр — Жемганг.
На территории района частично находится Национальный парк Тхрумшинг, а такие населённые пункты, как Гонпху (англ. Gonphu), Пангкха (англ. Pangkha) расположены прямо на территории этого национального парка.
Район не выходит к границе с Индией (Ассамом), а отделяется узкой полосой, принадлежащей другим дзонгхагам.
В 2003 году в дзонгхаге Жемганг прошла вооружённая операция Бутана против ассамского сопротивления.

## Административное деление
В состав дзонгхага входят 8 гевогов:
- Бардо
- Бджока
- Гожинг
- Нангкор
- Нгангла[англ.]
- Пангкхар
- Тронг
- Шингкхар

## Достопримечательности
- Жемганг-дзонг
- Були-лакханг (англ. Buli Lhakhang)
- Тхарпа-Чолинг-лакханг (англ. Tharpa Choeling Lhakhang)